# Chloecharis debilicornis
Chloecharis debilicornis är en skalbaggsart som först beskrevs av Thomas Vernon Wollaston 1857.  Chloecharis debilicornis ingår i släktet Chloecharis, och familjen kortvingar. Arten är reproducerande i Sverige.